# Rentokil Initial
Rentokil Initial ist ein britisches Unternehmen mit Sitz in Camberley nahe London.
In der Konzerngruppe von Rentokil Initial sind rund 63.000 Mitarbeiter beschäftigt. Rentokil Initial gilt als eines der größten Service-Unternehmen der Welt und operiert in den Bereichen Schädlingsbekämpfung, Unternehmenshygiene, Gebäudemanagement und Innenraumbegrünung. Es gehört zu den 100 größten Unternehmen im Vereinigten Königreich (FTSE 100 Index) und ist seit 1969 an der Londoner Börse LSE.
Rentokil Initial wird von Andy Ransom (CEO) und Jeremy Townsend (CFO) geleitet und operiert in über 90 Ländern. Im Vereinigten Königreich trug das Unternehmen Jahrzehnte lang den Spitznamen „Royal Ratcatcher“. 

## Geschichte
Das Unternehmen wurde 1924 von dem britischen Hochschullehrer Harold Maxwell-Lefroy am Imperial College in London gegründet. Maxwell-Lefroy erforschte bereits seit dem Jahr 1920 Möglichkeiten, den Gescheckten Nagekäfer zu töten, der zu jener Zeit Teile des Landes und so bspw. auch die Westminster Hall, befallen hatte. Der seinerzeit mit "Entokill" vorgesehene Name für das Unternehmen, also die Verbindung von Insekt (griech. "Entomon") und Bekämpfung (engl. "Kill"), war bereits als Marke registriert, was schließlich zur Ableitung auf den Namen Rentokil führte. 
Im Jahr 1944 stieg Rentokil in die Bekämpfung von Holzschädlingen ein.